# سایوز۵
سایوز-۵ (روسی: Союз ۵) (به معنای اتحاد ۵) یک فضاپیمای راه اندازی شده توسط اتحاد جماهیر شوروی بود که به فضا پرتاب شد. سایوز-۵ به عنوان فضاپیمای برادر سایوز-۴ محسوب می‌شد که برای اتصال به آن و پیاده‌روی فضایی و انتقال ۲ تن از فضانوردان به داخل آن، یک روز بعد از سایوز-۴ به فضا پرتاب شد. 

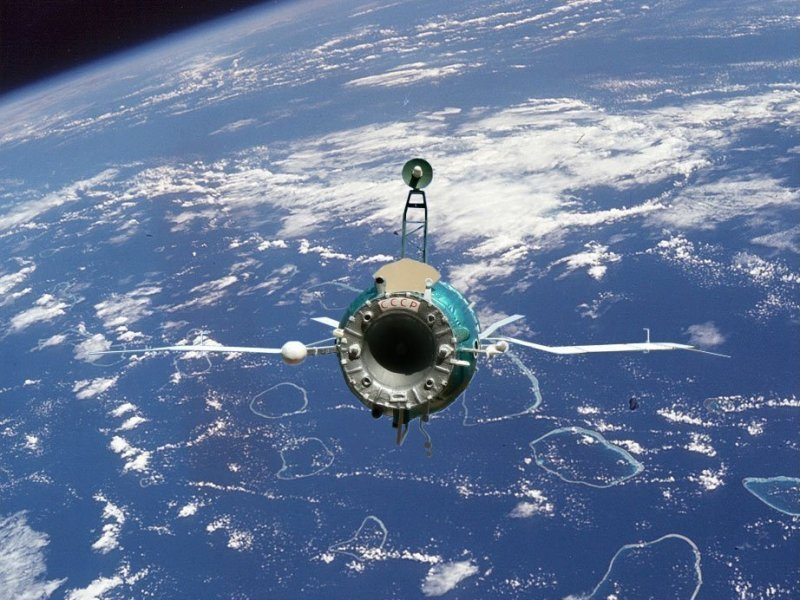
طرح هنری از نزدیک شدن دو فضاپیما به هم

این دو فضاپیما توانستند با موفقیت ترازیابی را انجام داده و به یکدیگر متصل شوند و به این ترتیب نخستین انتقال میان سفینه ای در تاریخ را به نام شوروی رقم خورد. آمریکایی‌ها حدود دو ماه بعد و در مأموریت آپولو-۹ توانستند به این موفقیت برسند.
طی این مأموریت سایوز-۵ در مدار ثابت بود و سایوز-۴ به فرماندهی ولادیمیر شاتالوف نقش فضاپیمای فعال را ایفا می‌کرد. یکی دیگر از نکات ویژه این مأموریت فرود نفس گیر و سخت فضانوردان به زمین بود. در هنگام جداسازی و ورود به جو زمین، مدول سرویس فضاپیما از مدول فرود جدا نشد و همین امر موجب به وجود آمدن مشکلاتی برای فضانوردان شد و باعث شد چتر نجات مدول فرود باز نشود و برخورد سخت به زمین دندان‌های بوریس وولینوف را شکست.

## خدمه مأموریت
| شماره | نام           | ملیت               | تعداد پرواز | نقش عملیاتی | تصویر |
| ۱     | بوریس وولینوف | اتحاد جماهیر شوروی | ۱           | فرمانده     |       |
| ۲     | الکسی یلیسیف  | اتحاد جماهیر شوروی | ۱           | مهندس پرواز |       |
| ۳     | یوگنی خرونوف  | اتحاد جماهیر شوروی | ۱           | مهندس پرواز |       |